# 夜曲 (肖邦)
於1827至1846年間，蕭邦共創作了21首夜曲，皆為短篇的鋼琴獨奏曲。它們普遍被認為是最優美的短篇器樂獨奏之一，而蕭邦亦被認為是將夜曲發揚光大的重要作曲家。罗伯特·舒曼等人認為蕭邦的夜曲具有獨特的風格，也最能發揮他的個性。
第1至18首夜曲在蕭邦在生時發表，它們均是以兩首或三首為一組，並依隨創作的時序。雖然第19和20首夜曲是蕭邦離開波蘭前的作品，它們在蕭邦逝世後才發表。而蕭邦創作第21首夜曲時沒有將此曲題為「夜曲」，但它自1870年發表後便被納入眾多夜曲之一。有時被稱為Nocturne oublié的第22首夜曲則可能是偽作。

## 蕭邦與約翰·菲爾德
菲爾德便是夜曲的創始人，在當時亦是頗具名氣的作曲家。蕭邦自幼十分崇拜菲爾德，並受其演奏及創作技巧所影響。
人們覺得蕭邦初時的作品很像菲爾德，而諷刺的是，蕭邦成名後人們反而認為菲爾德的作品像蕭邦。此外，雖然蕭邦給予菲爾德的作品很高的評價，但菲爾德卻不太欣賞蕭邦的作品。蕭邦於1832年曾為菲爾德演奏他的夜曲，菲爾德將他描述為「sickroom talent」。儘管如此，蕭邦一生中仍十分崇拜菲爾德。

## 特色
蕭邦承接了菲爾德的夜曲風格，當中一個十分重要的特徵就是右手部分如歌似的旋律，這種聲樂的特質給予樂曲情感深度。而在左手部分對分解和弦的運用也是夜曲另一個要素，為右手旋律提供節奏；而經常運用踏板有利表達樂曲的情感，造就戲劇般的氛圍。
另一方面，蕭邦的夜曲有很多獨特之處，如在節奏的運用上更為自由。此外他自奏鳴曲式和意大利、法國歌劇的詠嘆調中獲取靈感，以發展樂曲結構。李斯特相信他的夜曲受到貝里尼採用美聲唱法的作品影響，而這說法亦多被後世所接納。在這些作品中也可看到對位法的使用以增加樂曲的張力及戲劇性，以及來自古典主義音樂的影響。

## 結構
多數蕭邦的夜曲均採納三段體（ABA），使用單一拍子，在清晰的旋律中洋溢着憂鬱的情緒。除第3首的稍快板外其樂曲均以較慢的速度為主。三段體的例外包括Op. 37 No. 2（ABABA），Op. 9 No. 2（AABABA），Op. 15 No. 3（二段體）和Op. 55 No. 2（單一樂段）。而有些夜曲會像Op. 9 No. 2在主旋律的重複中逐漸加上更多的修飾。從Op. 27至Op. 62的夜曲皆成對出版，雖每首可獨立成曲，但這一做法使同一作品的夜曲有着鮮明的對比。

## 影響
初時蕭邦發表他的夜曲時，社會的評價好壞不一。然而他的夜曲經得起時間的歷練，很多原本不欣賞其樂曲的人皆收回他們之前的言論。
這些夜曲常被演奏，雖每首的受歡迎程度有起有跌，而Op. 9 No. 2和Op. 27 No. 2則可說長久以來都十分流行。
蕭邦的夜曲影響不少當代以至後世的作曲家。李斯特、舒曼、门德尔松皆十分欣賞他於夜曲中展現的才華；而布拉姆斯和華格納更於其作品中展現出相似的風格。而夜曲這種曲式由浪漫主義時期至現代皆有人創作，當中突出的例子包括崇拜蕭邦並寫了13首夜曲的佛瑞。
同時，台北捷運松山新店線的進站音樂亦使用此一主旋律。

## 列表
| 編號 | 調      | 作品號       | 出版年份 | 創作年份  | 旋律 | 音檔              |
| ---- | ------- | ------------ | -------- | --------- | ---- | ----------------- |
| 1    | 降B小調 | Op. 9 No. 1  | 1833     | 1830–1832 |      | Florence Robineau |
| 2    | 降E大調 | Op. 9 No. 2  | 1833     | 1830–1832 |      | Martha Goldstein  |
| 3    | B大調   | Op. 9 No. 3  | 1833     | 1830–1832 |      | Patrizia Prati    |
| 4    | F大調   | Op. 15 No. 1 | 1833     | 1830–1832 |      |                   |
| 5    | 升F大調 | Op. 15 No. 2 | 1833     | 1830–1832 |      |                   |
| 6    | G小調   | Op. 15 No. 3 | 1833     | 1833      |      | Olga Gurevich     |
| 7    | 升C小調 | Op. 27 No. 1 | 1835     | 1835      |      |                   |
| 8    | 降D大調 | Op. 27 No. 2 | 1837     | 1835      |      |                   |
| 9    | B大調   | Op. 32 No. 1 | 1837     | 1837      |      |                   |
| 10   | 降A大調 | Op. 32 No. 2 | 1837     | 1837      |      |                   |
| 11   | G小調   | Op. 37 No. 1 | 1840     | 1838      |      |                   |
| 12   | G大調   | Op. 37 No. 2 | 1840     | 1839      |      | Olga Gurevich     |
| 13   | C小調   | Op. 48 No. 1 | 1841     | 1841      |      | Luke Faulkner     |
| 14   | 升F小調 | Op. 48 No. 2 | 1841     | 1841      |      | Luke Faulkner     |
| 15   | F小調   | Op. 55 No. 1 | 1844     | 1842–1844 |      |                   |
| 16   | 降E大調 | Op. 55 No. 2 | 1844     | 1842–1844 |      |                   |
| 17   | B大調   | Op. 62 No. 1 | 1846     | 1846      |      |                   |
| 18   | E大調   | Op. 62 No. 2 | 1846     | 1846      |      |                   |
| 19   | E小調   | Op. 72 No. 1 | 1855     | 1827-29   |      | Peter Johnston    |
| 20   | 升C小調 | P 1 No. 16   | 1870     | 1830      |      | Aaron Dunn        |
| 21   | C小調   | P 2 No. 8    | 1870     | 1837      |      | Diana Hughes      |